# Interkosmos 4
Interkosmos 4 (Интеркосмос 4 em russo), também denominado DS-U3-IK Nº 2, foi um satélite artificial soviético lançado em 14 de outubro de 1970 por meio de um foguete Kosmos-2I a partir da base de Kapustin Yar.

## Características
O Interkosmos 4 foi o segundo membro da série de satélites DS-U3-IK e foi dedicado ao estudo da magnetosfera e a atmosfera superior da Terra. Ele foi projetado para estudar os raios X do Sol e seus efeitos na atmosfera. Levava a bordo um polarímetro e um espectroeliógrafo+ para raio-X e um fotômetro ultravioleta para a faixa das linhas Lyman alfa.
O mesmo estava enquadrado dentro do programa de cooperação internacional Interkosmos entre a União Soviética e outros países. Os instrumentos de bordo, além dos fabricados pela União Soviética, foram fornecidos pela República Democrática Alemã e pela República Socialista da Tchecoslováquia. Na recepção e interpretação dos dados participaram cientistas da República Popular da Bulgária, da República Popular da Hungria, da República Popular da Polônia e da República Popular da Romênia.
Foi injetado em uma órbita inicial de 668 km de apogeu e 263 km de perigeu, com uma inclinação orbital de 48,5 graus e um período de 93,7 minutos. Reentrou na atmosfera em 17 de janeiro de 1971.